# 고창 만동 유적
고창 만동 유적(高敞 萬洞 遺蹟)은 대한민국 전북특별자치도 고창읍 도산리에 있는 유적이다. 2009년 10월 9일 전라북도의 기념물 제126호로 지정되었다.

## 개요
만동유적은 고창~아산간 지방도 확포장공사 구간내에서 2002년 5월부터 7월까지 호남문화재연구원 주관으로 발굴조사되었다.
원삼국시대 및 역사시대에 해당하는 3~5세기경에 축조된 주구묘 13기와 주구를 갖추고 있지 않은 단독묘 4기 등이 조사되었다.
유물은 이중구연호·발형토기 등의 토기류, 환두도·철부·철모·철겸 등 다양한 철기, 유리옥·자마노옥 등의 장신구 등 모두 189점이 출토되었다.
만동유적은 삼국시대 마한과 관련된 분묘로 매장주체부의 축조나 매장된 옹관의 양상, 출토유물의 다양성 등 마한(馬韓) 제소국(諸小國)과의 관계를 살필 수 있는 중요한 유적이다.

## 같이 보기
- 호남문화재연구원

## 참고 자료
- 고창 만동 유적 - 국가유산청 국가유산포털